# 普雷波托
普雷波托（義大利語：Prepotto），是意大利乌迪内省的一个市镇。总面积33.24平方公里，人口814人，人口密度24.5人/平方公里（2009年）。ISTAT代码为030085。